# Xenia fusca
Xenia fusca is een zachte koraalsoort uit de familie Xeniidae. De koraalsoort komt uit het geslacht Xenia. Xenia fusca werd in 1896 voor het eerst wetenschappelijk beschreven door Schenk. 